# Piłka nożna w Anglii (1942/1943)
Sezon 1942/1943 był czwartym w historii angielskiej piłki nożnej podczas II wojny światowej.
W latach 1939–1946 rozgrywki piłkarskie w Anglii były zawieszone. Wielu piłkarzy brało udział w wojnie, co osłabiło wiele zespołów. W miejsce angielskich rozgrywek ligowych i pucharowych ustanowiono ligi regionalne. Występy zawodników w tych zawodach nie są brane pod uwagę w oficjalnych zestawieniach.

## Zwycięzcy poszczególnych rozgrywek klubowych w Anglii
| Rozgrywki               | Zwycięzca                                               |
| ----------------------- | ------------------------------------------------------- |
| League South            | Arsenal                                                 |
| League West             | Lovells Athletic                                        |
| League North            | Blackpool (zwycięzca) Liverpool (wicemistrz)            |
| League North Cup        | Manchester City                                         |
| Football League War Cup | Blackpool (Northern Section) Arsenal (Southern Section) |